# فهرست سخنرانی‌ها و گفتارهای ماکس وبر

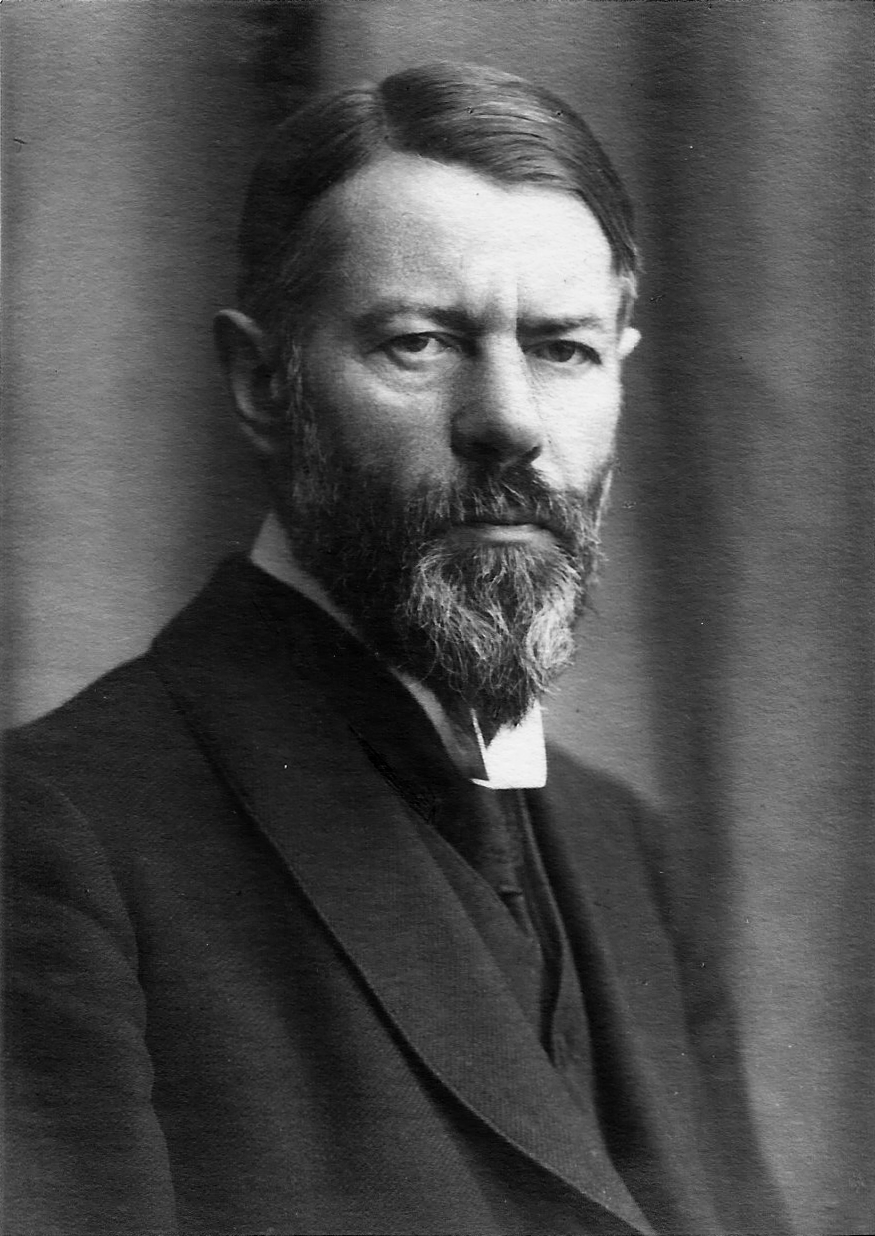
ماکس وبر

ماکس وبر سخنران توانایی بود و سخنرانی‌های مهمّی کرد. از جمله سخنرانی‌هایش در دانشگاه لودویگ ماکسیمیلیان مونیخ در اواخر دههٔ ۱۹۱۰ تأثیر شگرفی کرد.

## سخنرانی‌های برجسته
- ۱۹۱۶: سخنرانی برای کمیتهٔ ملّی آلمان
- ۱۹۱۷: «علم به عنوان یک زیست‌پیشه»
- ۱۹۱۷: سخنرانی ۵ نوامبر در مونیخ
- ۱۹۱۹: «سیاست به مثابه حرفه»
- اواخر عمر: «تاریخ عمومی اقتصاد»